# 穆塔萨勒夫

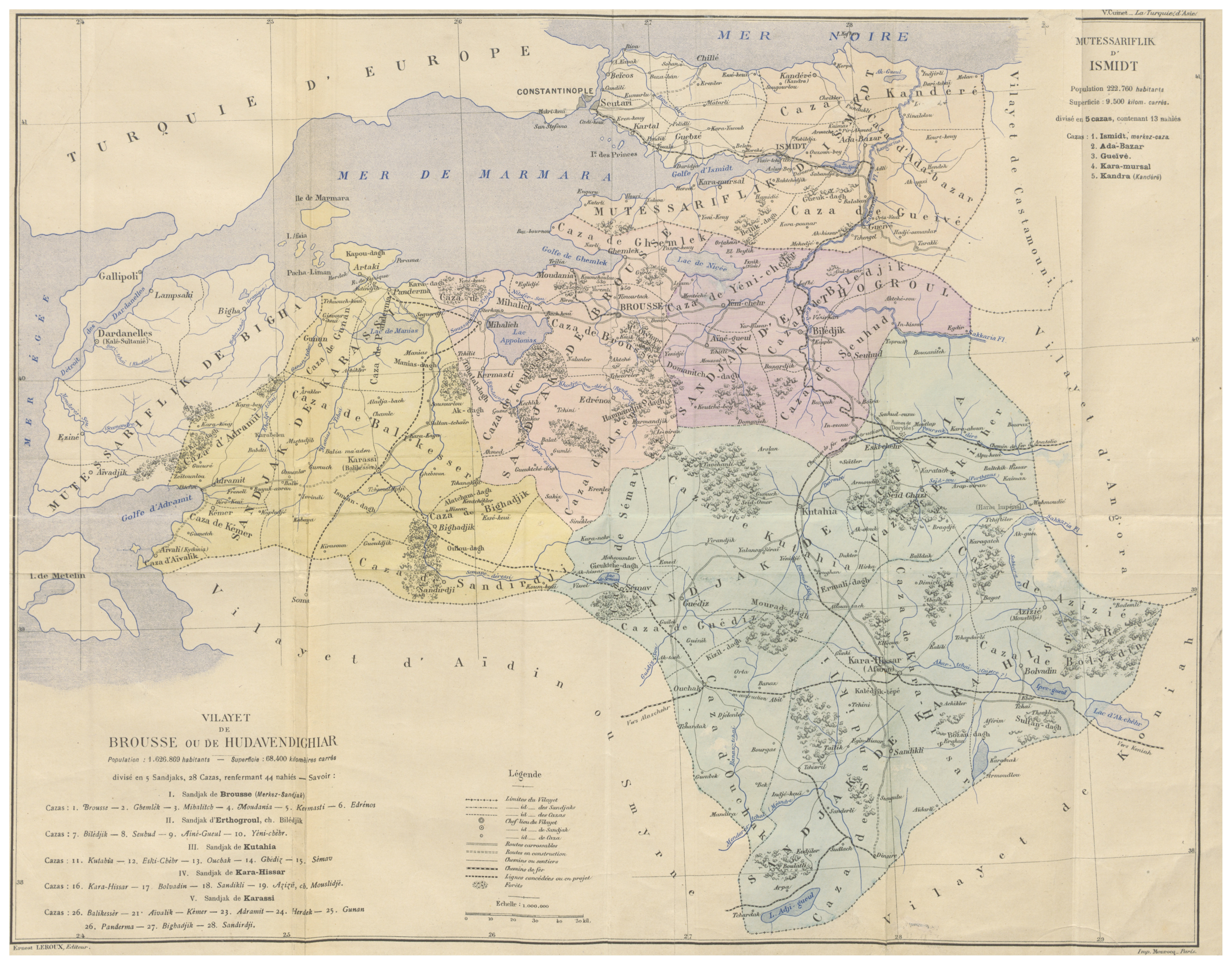
1895年的许达文迪加尔州 (奥斯曼帝国)地图，图中除了该州的各个桑贾克外，还有单列的比加穆塔萨勒夫领和伊兹密特穆塔萨勒夫领

穆塔萨勒夫，奥斯曼帝国由苏丹直接任命的二级行政区划桑贾克和穆塔萨勒夫领（Mutasarrıfate或Mutasarrıflığı）的长官。其统辖的行政区域一般隶属于各个州（vilayet），但有时是直属中央的（如黎巴嫩山穆塔萨勒夫领）。这一头衔是根据1864年新颁布的《维拉亚特法》创造的，取代了1842年取消的头衔“穆泰塞利姆”（mütesellim）。